# Boris Eichenbaum
Boris Michajłowicz Eichenbaum (ros. Борис Михайлович Эйхенбаум; ur. 1886, zm. 1959) – rosyjski literaturoznawca, jeden z głównych przedstawicieli rosyjskiego formalizmu. Należał do grupy OPOJAZ.
Do najważniejszych prac należy rozprawa Melodyka rosyjskiego wiersza lirycznego (tłum. Lucylla Pszczołowska). Artykuł Jak jest zrobiony „Płaszcz” Gogola z 1919 uchodzi za modelowy przykład formalistycznego podejścia do analizy dzieła literackiego i, zdaniem niektórych badaczy, zalicza się do tekstów założycielskich dla dyskursu formalistycznego.
Jako wydawca przygotowywał edycje dzieł Iwana Turgieniewa, Lwa Tołstoja, Michaiła Sałtykowa-Szczedrina i Nikołaja Leskowa. W 1949 roku został ofiarą walki z kosmopolityzmem.